# Accacidia kenyii
Accacidia kenyii är en insektsart som beskrevs av Einyu och M. Firoz Ahmed 1983. Accacidia kenyii ingår i släktet Accacidia och familjen dvärgstritar.
Artens utbredningsområde är Uganda. Inga underarter finns listade i Catalogue of Life.